# Disfluence verbale
Une disfluence verbale, dysfluence verbale ou disfluidité verbale consiste en toute sorte de rupture, d’irrégularité, ou d'élément non lexical qui apparaît dans un discours normalement fluide. Y sont compris les « faux-départs » (mots coupés à mi-propos), les phrases répétées ou recommencées, les syllabes répétées, les tics de langage, tels que les grommellements, propos non lexicaux tels que « euh », « hum », « hem », ou propos « réparés », quand le locuteur corrige ses propres erreurs de parole et de prononciation avant que quelqu’un d’autre n’aie pu le faire. Le son « euh » est considéré comme une syllabe universelle.

## Tics de langage
Les tics de langage sont des éléments de langage qui sont généralement reconnus comme dépourvus de sens ou de finalité. Ils s'expriment généralement par des ruptures telles que « ah », « genre », « euh », qui tendent à « réparer » la communication (exemple : « Il portait une chemise bleue - euh, noire je veux dire. ») et aussi par des bégaiements. Leur utilisation est généralement mal vue dans les médias de masse (actualités, cinéma etc.), bien qu’ils se produisent régulièrement dans les conversations normales, dont ils représentent jusqu’à 20 % des mots utilisés.
Les tics de langage peuvent également être utilisés comme pauses pour se donner le temps de réfléchir (exemple : « Je suis arrivé à - euh +15h. »).

## Variabilité selon les langues
Les recherches en linguistique informatique ont révélé une corrélation entre la langue maternelle des locuteurs et le type de disfluences qu'ils emploient dans le langage spontané. En complément de ces recherches, il existe dans la littérature d’autres comptes-rendus subjectifs relevés individuellement.
Les Américains font des pauses telles que um ou em, les Britanniques disent uh ou eh, les francophones euh, les germanophones äh, les japonophones ā, anō, ēto, et les hispanophones ehhh (également utilisé en hébreu), como (signifiant normalement « comme »), et en Amérique latine mais pas en Espagne, este (signifiant normalement « ceci »). Les lusophones disent er, uh ainsi que hã, é. En mandarin, on emploie nà gè et zhè ge (« ceci » et « cela »). En bosnien, serbe et croate, on utilise  ovaj, onaj ou to jest. Les arabophones disent يعني, dont la prononciation est proche de yaa’ni – [jæʕni] ou [jaʕni] – (littéralement « ça veut dire »). En turc, on dit şey en plus de yani emprunté à l'arabe (sans le [ʕ]) et ııı.

## État de la recherche
De récentes recherches en linguistique ont mis en exergue que les disfluences non pathologiques peuvent avoir une grande variété de sens; la fréquence d’utilisation du « euh » et du « hum » reflète souvent l'état émotionnel ou de vigilance du locuteur. Certaines hypothèses suggèrent que le temps utilisé pour produire ces sons sert à préparer le mot suivant. D’autres avancent qu’ils doivent être considérés comme des mots à part entière, des mots-outils, plutôt que des accidents, indiquant ainsi un laps de temps variable au cours duquel le locuteur souhaite faire une pause sans pour autant laisser le contrôle du dialogue. Il existe un débat sur le fait de les considérer comme une forme de bruit blanc ou comme une composante du langage porteuse de sens.
Les disfluences ont également pris de l’importance au cours des dernières années avec l’apparition de programme de reconnaissance automatique de la parole, et d’autres tentatives permettant aux ordinateurs d'interpréter le langage humain.

## «Euh», syllabe partagée
Des études ont montré que le mot/syllabe « euh » est probablement la syllabe la plus reconnue à travers le monde, avec les variantes de « maman » et « papa », indépendamment de la géographie, de la langue, de la culture ou de la nationalité.